# Писарщина (Гребёнковский район)
Писарщина (укр. Писарщина) — село,
Григоровский сельский совет,
Гребёнковский район,
Полтавская область,
Украина.
Код КОАТУУ — 5320881303. Население по переписи 2001 года составляло 161 человек.

## Географическое положение
Село Писарщина находится на берегу реки Сухая Оржица,
выше по течению на расстоянии в 3 км расположено село Саевка,
ниже по течению на расстоянии в 1,5 км расположено село Григоровка.
На реке небольшая запруда.
Рядом проходит железная дорога, станция Писарщина в 3-х км.

## История
- Писарщина основана писарем Лубенского полка Савицким Степаном Васильевичем (1684- 1751), отсюда пошло и название села[2].
- Село указано на специальной карте Западной части России Шуберта 1826-1840 годов [3].
- до 1917 влились хутора Матузков[4] (Матузковщина) и Жилы[5].
- Приписана к Николаевской церкви в Свечковке[6].